# Juan José de Rocamora y Ruiz
Juan José de Rocamora y Ruiz fue el V Señor de Benferri, de Puebla de Rocamora y de la Granja de Rocamora.
Nacido en Orihuela, era hijo del IV Señor de Benferri, de Puebla de Rocamora y de La Granja, Francisco de Rocamora y Rocamora y de Beatriz Juana Ruiz. 
La muerte de su hermano Luis, primogénito fallecido en la infancia, le permitió heredar las posesiones de la Casa de Rocamora.
Fue el último noble que mantuvo unidas después de tres siglos de unión las tierras de las actuales Benferri, Puebla de Rocamora y la Granja de Rocamora.
Juan José tuvo descendencia, siendo su heredero su hijo Francisco de Rocamora y Maza. Poco después del nacimiento de su hijo falleció Juan José. 
Su hijo Francisco, nunca poseería todo el patrimonio de los Rocamora a pesar de ser el legítimo heredero, ya que su tío Jaime Juan de Rocamora y Rocamora le arrebató parte de su patrimonio aprovechando la minoría de edad de su hijo Francisco. La única propiedad que logró mantener su hijo fue el señorío de La Granja.
El hijo de Juan José de Rocamora y Ruiz, Francisco, fue el punto de origen de la Casa de Granja, una rama paralela de los Rocamora que más tarde pasaron a ser los condes de Granja de Rocamora.